# 정병휴
정병휴(丁炳烋, 1923년 3월 3일~2005년 7월 21일)는 대한민국의 경제학자이다.
전남대학교 상대교수와 서울대학교 상과대학 교수로 재직하였고 한국개발연구원 이사장, 한국경제학회장, 대한민국학술원 회원, 조선대학교 총장으로 활동하면서 후학의 양성과 활발한 저술활동을 통하여 경제분야 학문적 연구에 기여하였다.

## 약력
- 1953년 ~ 1960년 전남대학교 상대 교수
- 1961년 ~ 1987년 서울대학교 상과대학 교수
- 1981년 ~ 1987년 경제기획원 공정거래위원
- 1985년 ~ 1998년 한국개발연구원(KDI) 이사장
- 1987년 한국경제학회 회장
- 1988년 서울대학교 명예교수
- 1992년 ~ 1996년 조선대학교 총장

## 주요 저서
- 독점의 생성과 독점가격(국가고시학회,1965)
- 독점의 이론(비지네스사,1966)
- 시장의 부분균형과 안정성(비지네스사,1966)
- 환율정책의 방향(한국무역협회,1972)
- 경제발전과 무역(한국 무역협회,1972)
- 경제원론(박영사, 1981)
- 한국의 독과점 규제(전국경제인연합회,1981)
- 공정거래법의 이념과 문제점(한국경제법학회,1982)
- 한국의 중소기업과 계열화(한국과학기술정보연구원, 1986)

## 상훈
- 1984년 동탑산업훈장
- 1988년 국민훈장 목단장
- 1997년 국민훈장 동백장
- 1999년 다산경제학상

1988년 서울대학교에 공헌한 공로로 명예교수로 위촉

## 학력
- 경기고등학교
- 서울대학교 문리과대학
- 미국 위스콘신대 대학원 경제학과
- 서울대학교 경제학과 대학원 경제학 박사

| 전임 이돈명 | 제9대 조선대학교 총장 1992년 7월 8일 - 1996년 7월 7일 | 후임 김기삼 |

## 평론
전남대 상대교수와 서울대학교 상과대학 교수로 재직하였고,  한국개발연구원 이사장, 한국경제학회장, 대한민국학술원 회원, 조선대총장으로 활동하면서  후학의 양성과 60여권의 저술활동을 통하여 경제분야 학문적 연구에 크게 기여하였다.
조선대학교 총장을 지낸 고 정병휴 박사는 한국산업의 독과점 구조와 규제방안에 대한 연구로 국내 공정거래법 제정과 정착에 이론적 토대를 제공한 경제학자로 손꼽힌다. 경제 부문의 실상을 경제력 집중, 소유구조, 경영체제라는 3가지 측면에서 분석해 재벌정책의 이론적 토대를 제공한 그는 1960년 서울대학교 상과대학에서 한국에서 처음으로 미시경제학 강의를 시작한 국내 미시경제학계의 선구자이다. 
한국개발연구원(KDI) 이사장, 한국경제학회 회장, 대한민국학술원 회원을 역임하고 지난 2005년 7월 21일 향년 82세로 세상을 떠난 정병휴 박사를 기리는 추모학술대회가 조선대학교에서 열린다. 
한국산업조직학회(회장 배형 동국대 교수)는 정병휴 박사 1주기 추모학술대회를 6월 23일(금) 오후 2시 경상대학 618 강당에서 개최한다
이번 학술대회는 정병휴 박사 추모식, 정병휴 박사 추모 학술행사(plenary session), 2개의 일반논문 발표 분과(parallel session)로 구성된다. 정병휴 박사 추모식은 장지상 교수(경북대)의 정 박사 약력소개에 이어 김기태 전임회장(성균관대), 장세진 교수(고려대), 조성욱 교수(서울대)가 각각 추모사를 한다. 학술행사에서는 정 박사의 생전 관심 연구 분야였던 '우리나라 대기업집단 규제와 경쟁정책'을 주제로 '대기업집단정책의 쟁점 및 경쟁정책과의 연관성'(양영식 충남대 교수), '현행 공정거래법의 몇 가지 문제', 이승훈 서울대 교수), '재벌체제의 경쟁 제한성에 관한 연구'(최정표 건국대 교수) 등 논문 3편이 발표된다. 이어 일반논문 발표분과에서는 2개 분과로 나눠 각각 3편의 논문이 발표된다. 
한국산업조직학회는 시장에서의 독과점 문제, 공정거래 및 공정경쟁 등 산업조직 전반에 걸친 이론, 정책, 제도 및 이와 관계된 분야의 조사와 연구를 통해 국민 경제의 건전한 발전에 기여하기 위해 정병휴 박사 주도로 1984년에 창립된 이래 월례학술발표회와 정책토론회를 활발하게 개최하고 있고, 학회지인 '산업조직연구'의 지속적인 발간을 통하해 경제학 분야의 주도적인 학회로 성장했다. 지난해 한국학술진흥재단 등재학술지가 된 '산업조직연구'는 연 4회 발간되고 있다. 
올해부터는 정병휴 초대회장을 기리고 회원들의 학술활동을 격려하는 뜻에서 학회지인 산업조직연구에 출간된 논문 가운데 최우수논문을 선정하여 매년 춘당논문상을 수여한다.